# Nikolaj Ostrovskij
Nikolaj Aleksejevitj Ostrovskij, född den 29 september 1904 nära Ostrog, död 22 december 1936 i Moskva, var en sovjetisk författare.

## Historia
Nikolaj Ostrovskij deltog i inbördeskriget och sårades svårt. Under 1920-talet var han verksam inom Komsomolrörelsen. Sviter av krigsskadorna gjorde honom efter hand blind och förlamad i hela kroppen. Han dikterade sina romaner för en stenograf.
Ostrovskij skildrar i sina självbiografiska romaner hur den ryska ungdomen i krigets hårda skola mognar till goda medborgare.

## Eftermäle
Asteroiden 2681 Ostrovskij är uppkallad efter honom.